# Eyralpenus melanocera
Eyralpenus melanocera là một loài bướm đêm thuộc phân họ Arctiinae, họ Erebidae.